# Cryptocanthon newtoni
Cryptocanthon newtoni är en skalbaggsart som beskrevs av Henry Fuller Howden 1976. Cryptocanthon newtoni ingår i släktet Cryptocanthon och familjen bladhorningar. Inga underarter finns listade i Catalogue of Life.